# Z 600
,,,,,
Les Z 600 sont des automotrices électriques à voie métrique utilisées sur la ligne Saint-Gervais - Vallorcine. Leur alimentation électrique est assurée par troisième rail.
Au nombre de huit, elles ont été livrées en 1958 accompagnées de quatre remorques ZR 20600. Elles ont assuré des trains de voyageurs jusqu'en 2008, et des trains de travaux jusqu'en 2017.

## Description
Dès 1936, le PLM étudie un matériel moderne pour succéder aux Z 200 et maintenir l'intérêt touristique de la ligne. Cependant, la Seconde Guerre mondiale reporte ce projet. Les études ne reprennent que dans les années 1950. Quatre rames de deux motrices et d'une remorque sont commandées à Decauville (partie mécanique) et Oerlikon (équipement électrique). Une concertation avec le chemin de fer Martigny-Châtelard permet de concevoir un matériel partiellement interopérable avec les BDeh 4/4 de ce dernier, commandées à la même époque. Notamment, les deux séries de matériel sont équipées d'attelages Scharfenberg. Les Z 600 sont livrées en 1958.
Une automotrice est organisée ainsi : une cabine de conduite, un fourgon à bagages, un compartiment de 1re classe (huit places), une plate-forme d'accès avec deux strapontins, un compartiment de 2de classe (32 places). Au total, 42 places assises sont disponibles, auxquelles s'ajoutent 28 places debout. Une automotrice est équipée de deux bogies de deux essieux moteurs. Les quatre moteurs Oerlikon développent une puissance totale de 400 kW. Les résistances sont placées sur le toit. Le couplage en unités multiples est réalisé par un circuit électrique.
Les Z 600 disposent de quatre dispositifs de freinage :
- un frein à vis de stationnement, à sabots ;
- un frein rhéostatique pour réguler la vitesse dans les pentes, qui débite dans les résistances du toit ;
- un frein pneumatique de service qui agit sur les mêmes sabots ;
- un frein électromagnétique d'urgence, qui agit sur les rails, et alimenté sur batterie. Ce frein efficace permet de s'affranchir du rail central de freinage nécessaire sur le matériel Z 200.

Les Z 600 sont complétées par des remorques ZR 20600, disposant de 59 places assises et 45 debout.

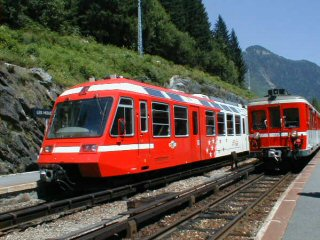
Une rame Z 600 (à droite) et une rame Z 800 (à gauche) en gare des Houches à l'été 2001

Au départ, elles revêtent une livrée rouge et crème. Une révision importante a lieu entre 1981 et 1985. À cette occasion, le matériel Z 600 reçoit une nouvelle livrée gris et orange « TGV ». La commande de nouvelles rames prenant du retard dans les années 1990, une révision pour le prolongement de parcours est effectuée en 1997-1998. Une troisième livrée rouge est blanc dite « Mont Blanc », évoquant celle du matériel Z 800, est alors appliquée.
Lors d'essais sur profil facile, une automotrice Z 600 atteignit la vitesse de 82 km/h. Il fut décidé d'autoriser en service une vitesse de 70 km/h, qui fut par la suite ramenée à 60 km/h.
La Z 601 a été baptisée Chamonix-Mont-Blanc le 16 juin 1987.

## Composition des rames
Les automotrices Z 600 sont complétées par quatre voitures remorquées, immatriculées ZR 20601 à ZR 20604. De cette façon, il est possible de composer quatre rames, dans lesquelles une remorque ZR 20600 est encadrée par deux automotrices Z 600. Cependant, d'autres configurations sont pratiquées : Z+Z ou Z+ZR, Z+Z+Z, Z+Z+ZR+Z, ou encore Z+ZR+Z+ZR+Z.

## Service
Les Z 600 circulaient sur l'ensemble de la ligne Saint-Gervais - Vallorcine, de la gare de Saint-Gervais-les-Bains-le-Fayet, à la gare de Châtelard-Frontière, en correspondance avec le réseau du Martigny-Châtelard.
En 1972, la Z 602 fut gravement endommagée par un incendie dû à une surintensité.
À partir de 1986, des Z 600 circulent en adhérence jusqu'à Salvan sur le réseau du MC. Aller au-delà leur est impossible du fait de la crémaillère. Ces services internationaux ont cessé au début des années 1990.
Les Z 600 sont de moins en moins utilisées à partir de la livraison des automotrices Z 800 en 1996, puis des Z 850 en 2005. Elles assurent néanmoins des trains de voyageurs jusqu'en 2008. Certains éléments restent en service jusqu'en 2017, date à laquelle elles ne sont plus aptes à circuler, car non compatibles avec le nouveau système de sécurité déployé sur la ligne.

## Fin de carrière
- Z 601 : utilisée comme réserves de pièces dans les années 2010 ;
- Z 602 : radiée le 23 Mars 2005 à la suite d'un incendie aux Tines le 18 Février 2002, puis ferraillée en Juin 2007[14].
- Z 603 : utilisée comme réserves de pièces dans les années 2010, puis acheminée par transporteur routier au ferrailleur de Culoz le 13 Octobre 2022 pour désamiantage et destruction ;
- Z 604 : restaurée en livrée d'origine (rouge et crème) par les ateliers SNCF d'Oullins avec la collaboration de l'établissement SNCF du Mont-Blanc, puis exposée en gare de Saint-Gervais-les-Bains-le-Fayet jusqu'à la fin de l'été 2008 à l'occasion du centenaire de la ligne, et a encore effectué quelques trajets en ligne en 2008, notamment pour assurer des trains de travaux[15] ou des trains spéciaux. Exposée depuis Décembre 2009 à la Cité du train à Mulhouse[16] ;
- Z 605 : active jusqu'en 2017, puis acheminée par transporteur routier au ferrailleur de Culoz le 13 Octobre 2022 pour désamiantage et destruction ;
- Z 606 : radiée le 20 Octobre 2006, puis ferraillée en Juin 2007[14] ;
- Z 607 : active jusqu'en 2017, puis acheminée par transporteur routier au ferrailleur de Culoz le 11 Octobre 2022 pour désamiantage et destruction ;
- Z 608 : radiée le 1 Avril 1999 ;
- Z 691 : acheminée par transporteur routier au ferrailleur de Culoz le 13 Octobre 2022 pour désamiantage et destruction ;
- ZR 20601 : utilisée comme stockage de pièces issues des éléments radiés dans les années 2010, puis a été acheminée par transporteur routier le 20 Juillet 2018 au centre des Archives du Mans pour mise en monument ;
- ZR 20602 : ferraillée en Juin 2007[14] ;
- ZR 20603 : transformée en wagon plat pour le transport de rails en 2002, réimmatriculée U 20603 ;
- ZR 20604 : ferraillée en Juin 2007[14].

## Préservation
- Z 604 : préservée par la Cité du Train et exposé à Mulhouse dans la thématique « Trains de montagne » en livrée rouge et crème ;
- ZR 20601 : exposée en monument au centre des Archives du Mans.